# Armand Le Véel
Pour l’article homonyme, voir Véel.
Armand Jules Le Véel, né le 27 janvier 1821 à Bricquebec et mort le 26 juillet 1905 à Cherbourg, est un sculpteur français.

## Biographie
Fils de commerçants, Armand Le Véel est l'aîné d'une famille modeste de 13 enfants. Au collège de Valognes à partir 1830 pour faire ses humanités, puis à celui de Cherbourg, il révèle un intérêt pour le dessin. En 1837, ses parents l'envoient comme commis épicier et comptable à Rouen, où il passe trois ans, sans y trouver le goût du commerce.
Le 14 décembre 1840, il arrive à Paris pour exercer son art, sans ressource. Il vit d'emplois divers, et fabrique pour la Maison Susse des produits pour la confection de statuettes de plâtre en vogue à l'époque.
Il rencontre le sculpteur Auguste Poitevin, élève de François Rude, qui le fait entrer en 1845 dans l'atelier du maître, dont il gardera une inspiration romantique tardive. Il y côtoie Emmanuel Frémiet et Jean-Baptiste Carpeaux. Il réalise ses premières œuvres, une série de six statuettes de personnages en plâtre inspirés à l'histoire de France, dont un Ligueur, un Huguenot et un Représentant du peuple aux Armées, dit Vox populi.
Enrôlé le 24 février 1848 durant la Révolution sur la barricade de la rue de Rivoli à Paris, il est proclamé commandant, recevant avant de le congédier Odilon Barrot, puis pénètre parmi les premiers dans le palais des Tuileries.
Il reprend ses créations en 1850, soutenu par une subvention annuelle de 600 francs versée pendant trois ans par le conseil général de la Manche et doublée par le conseiller général de Canisy, Alexis Félix Sanson-Lavalesquerie. Au terme de cette pension, l'assemblée départementale lui commande un buste en marbre de l'amiral de Tourville.
En 1852, le conseil municipal de Cherbourg décide d'édifier un Monument à Napoléon sous forme de statue équestre. Le Véel fait une proposition début 1853, qui aboutit le 25 avril 1855. Entre-temps, dans un atelier sur l'île des Cygnes offert par la Direction des Beaux-Arts, il s'exerce à la statuaire équestre avec deux Charlemagne et un Bonaparte en Italie.
Ami de Jules Barbey d'Aurevilly, il se marie en 1855 à Eugénie Feuchère, fille du sculpteur Jean-Jacques Feuchère.
Le 21 juillet 1858, le Monument à Napoléon arrive par le train à l'occasion de la visite de Napoléon III et de l'impératrice Eugénie, que Le Véel avait rencontrée en 1852 quand elle n'était que Mlle de Montijo, et qu'il devait faire son buste. Le couple impérial est venu pour l'inauguration de la ligne Mantes-la-Jolie - Cherbourg, le lancement du Ville de Nantes et l'immersion d'un nouveau bassin du port militaire. Mais l'inauguration de la statue n'est pas un souhait de Napoléon III, qui engage un rapprochement diplomatique avec le Royaume-Uni. Elle est donc reléguée au dernier jour du séjour impérial, une fois que l'invitée de marque, la reine Victoria, fût repartie. Ce qui devait être le sacre de Le Véel est donc rapidement expédié, et le statuaire n'est pas décoré de la Légion d'honneur, contrairement à ses espoirs et à ceux du maire Joseph Ludé.
Le Véel met cette absence de distinction sur le compte de son passé de révolutionnaire en 1848. Il est cependant décoré en 1863. Il est plus probable que son caractère peu négociant avec les pouvoirs, s'absentant par exemple quand l'empereur visite son atelier, où refusant de faire évoluer ses projets en fonction des remarques des commanditaires, n'ait pas favorisé son appartenance aux milieux officiels et les commandes publiques. Il reçoit toutefois plusieurs commandes de plâtres, bronzes, et statues de pierre, notamment dans son département. Il réalise, entre autres, un Tancrède de Hauteville en pierre pour la cathédrale de Coutances, et des bronzes de Jeanne d'Arc, notamment le Monument à Jeanne d'Arc à l'ancien évêché d'Orléans. Cette statue est envoyée à la fonte en 1941 sous le régime de Vichy ; seuls subsistent l'arrière du cheval et le torse de Jeanne d'Arc, conservés à l'hôtel de ville d'Orléans. En 1870, il est l'un des onze membres de la commission chargée sous la présidence de Gustave Courbet de sauver les œuvres d'art d'un Paris près d'être assiégé par les Prussiens, et refuse que l'on démolisse la colonne Vendôme.
Il se retire en septembre 1882 à Cherbourg, et cesse de créer. Après avoir offert plusieurs œuvres à la ville, qui se charge d'en prendre la fonte, il est nommé conservateur du musée Thomas-Henry et milite pour que les collections trouvent abri dans un nouveau bâtiment dédié. Le 7 mai 1899, il assiste à Orléans à l'inauguration du Monument à Jeanne d'Arc qu'il a offert à l'évêché.
Retiré rue du Maupas à Cherbourg, il meurt le 26 juillet 1905 et lègue sa collection d'œuvres d’art et d’antiquités (tapisseries, armes, mobilier…) à la Ville de Cherbourg. Elle est exposée pendant un demi-siècle dans le pavillon ouest du théâtre, avant d'être regroupée avec ses œuvres, au sein du musée Thomas-Henry. Plusieurs de ses œuvres sont également conservées au musée des beaux-arts de Bordeaux.
Il est inhumé au cimetière des Aiguillons à Cherbourg.

Œuvres d'Armand Le Véel, musée Thomas-Henry
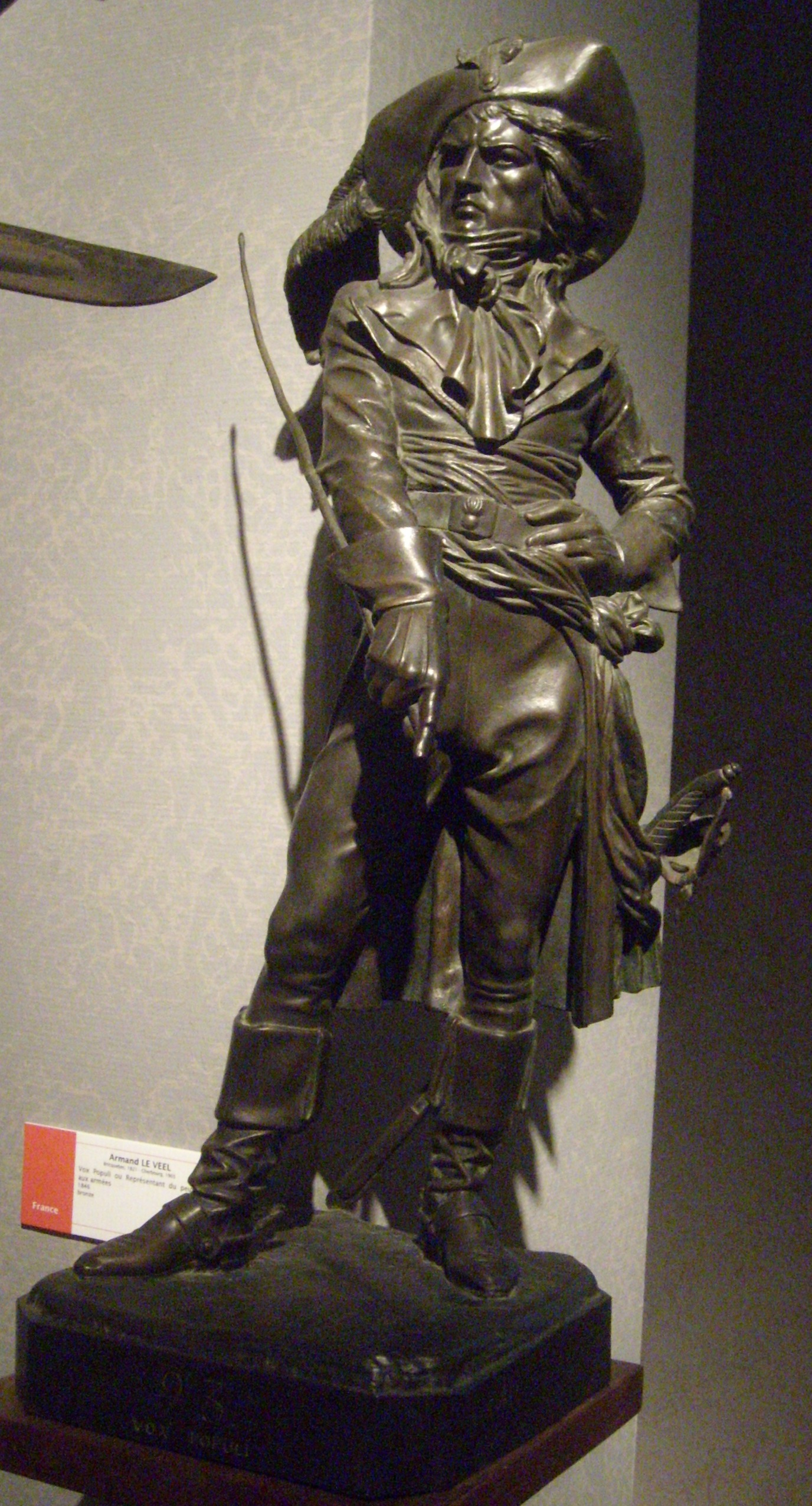
Vox Populi (1846)
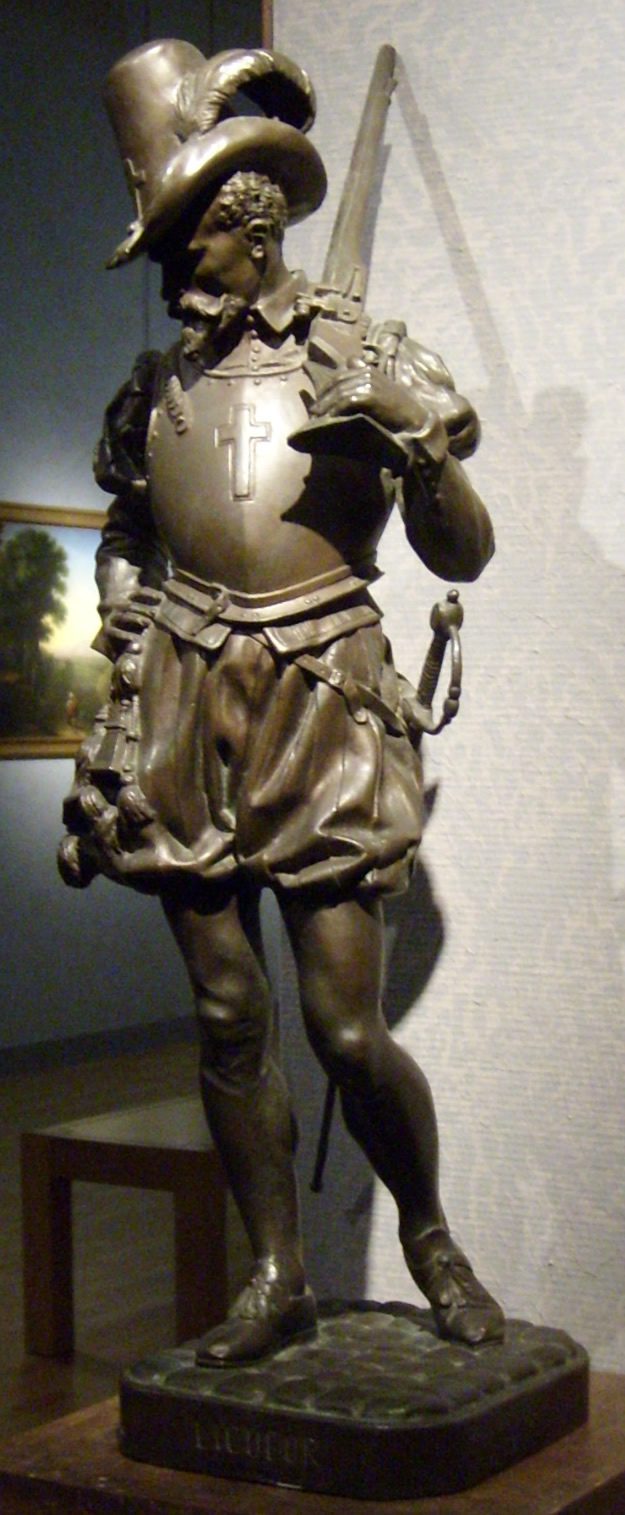
Ligueur (1847)
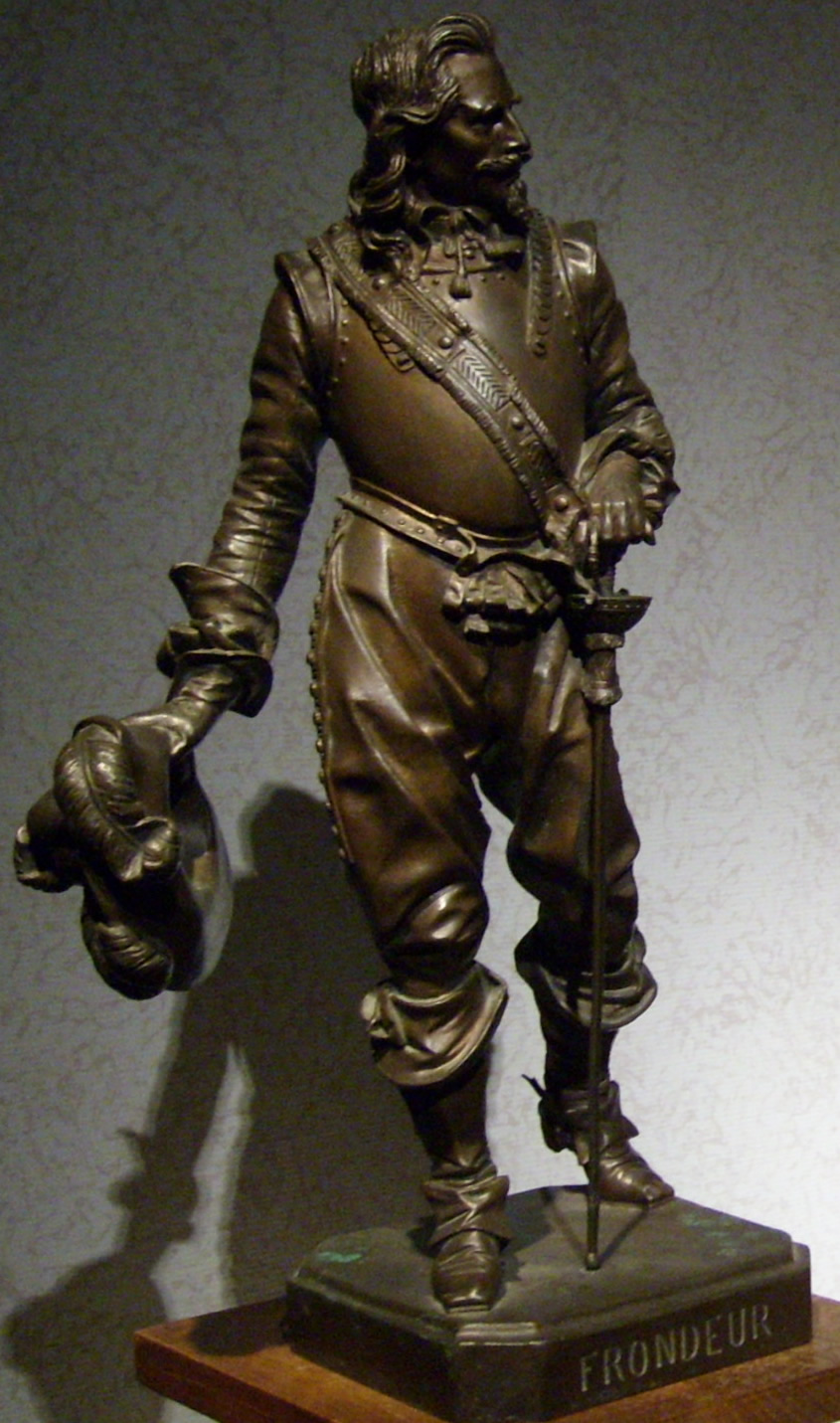
Frondeur (1849)
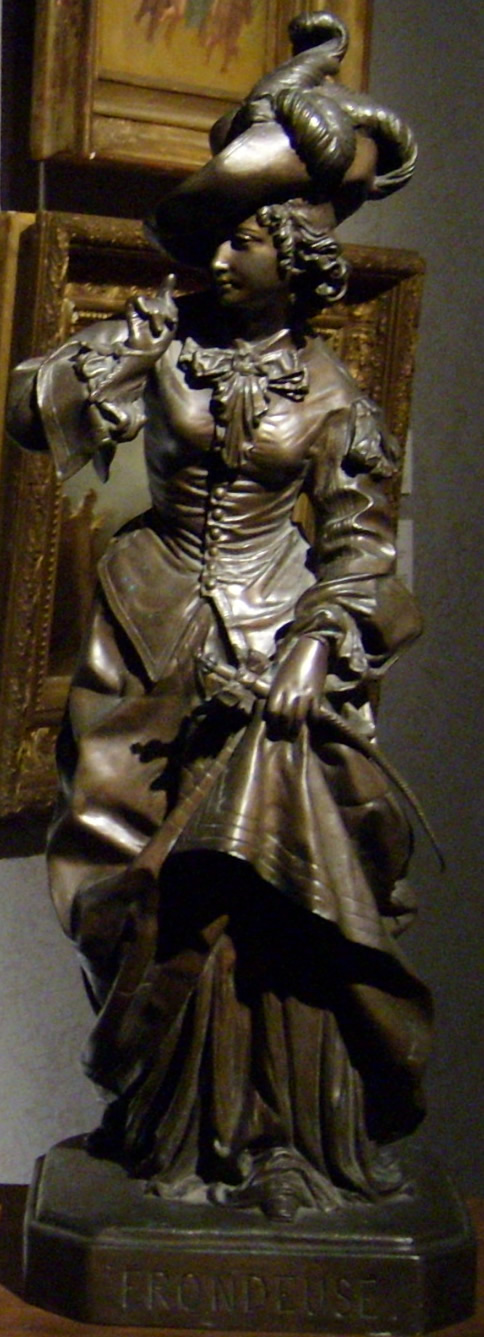
Frondeuse (1849)
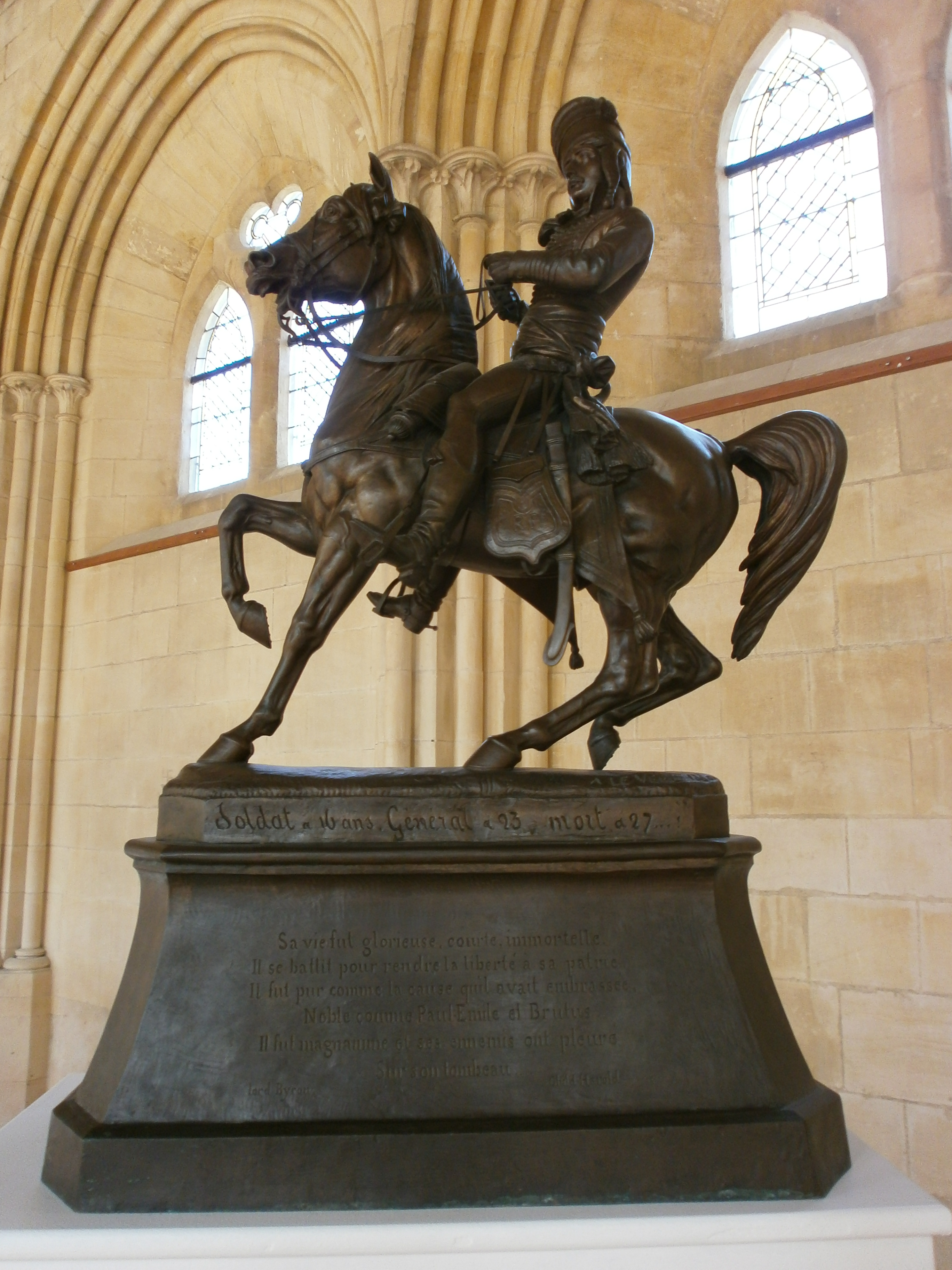
François Marceau, dit le Général Marceau (1860)
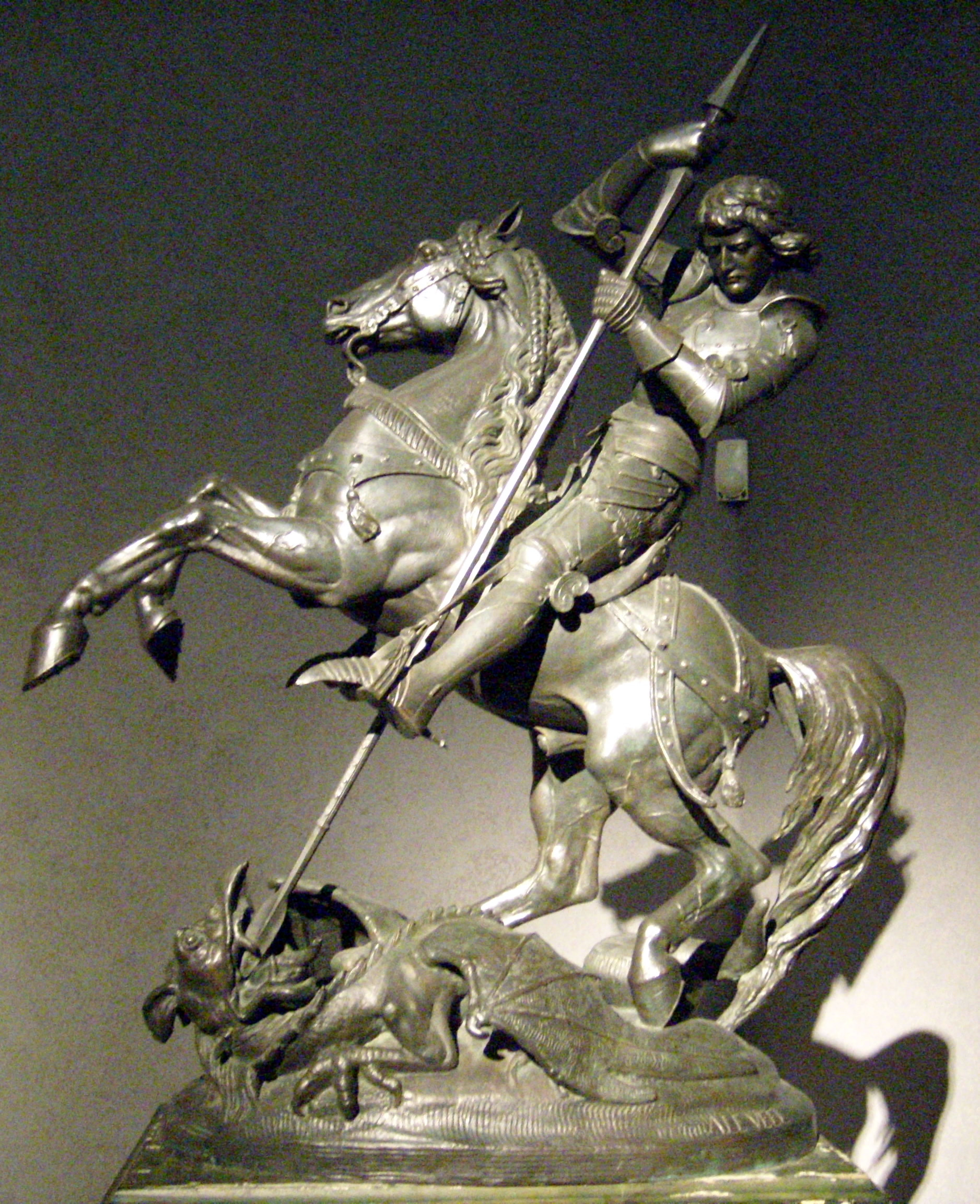
Saint Georges terrassant le dragon (modelé vers 1865, bronze de 1887)

Œuvres d'Armand Le Véel, ailleurs
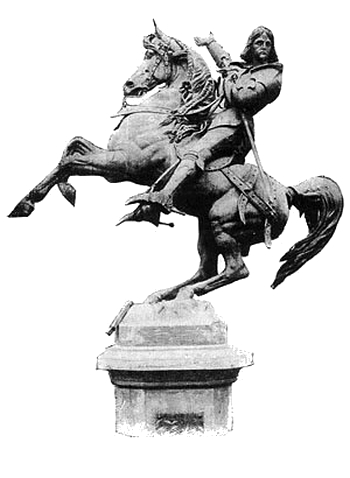
Monument à Jeanne d'Arc (1899, détruit), Orléans.
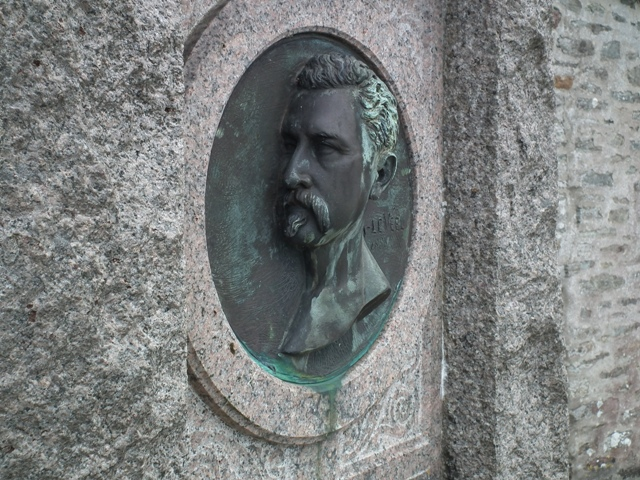
Charles Maurice Cabart-Danneville, cimetière de La Glacerie.
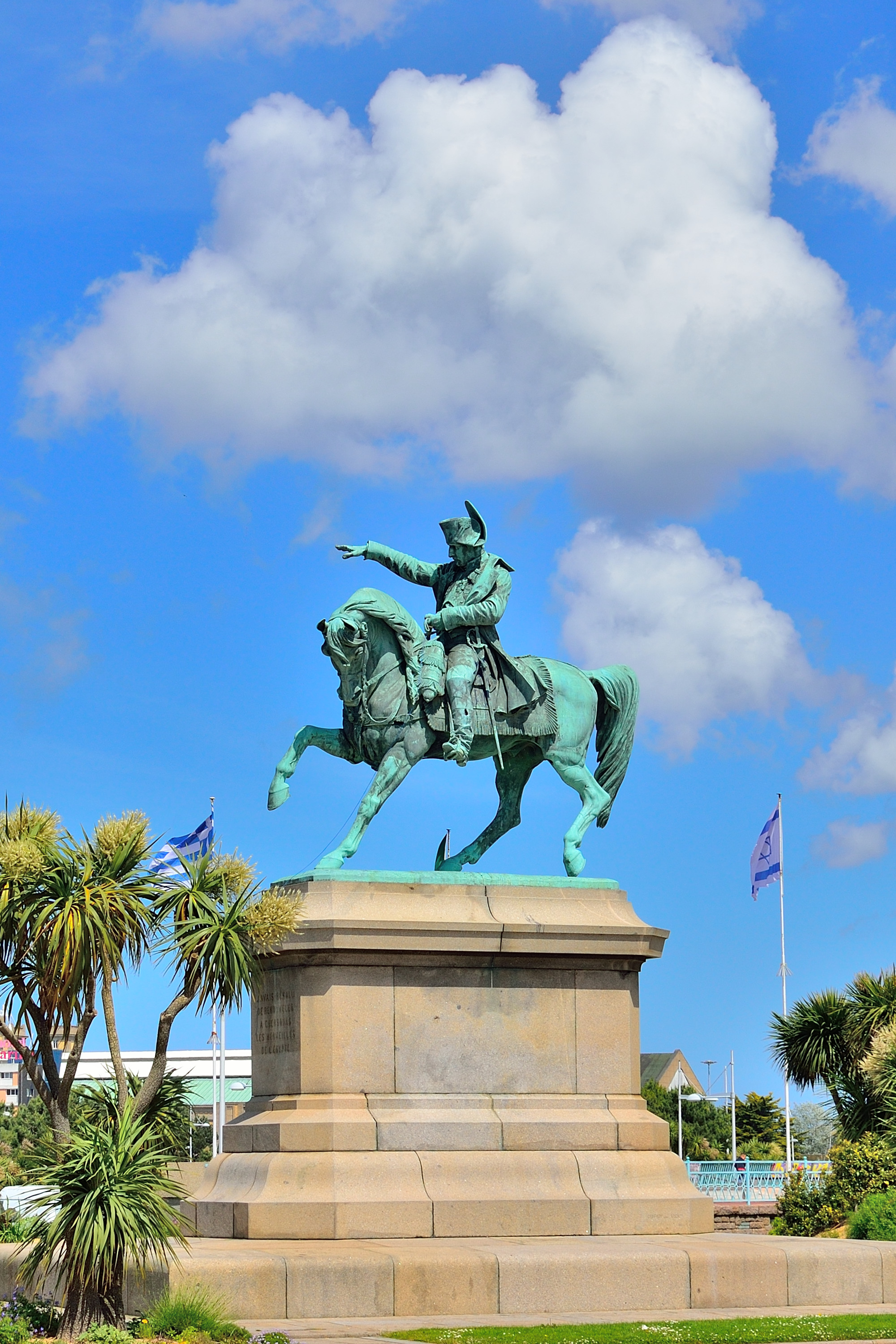
Monument à Napoléon, Cherbourg-en-Cotentin.